# تييرنو مونينيمبو
تييرنو سعيدو دياللو (بالفرنسية: Tierno Monénembo)‏، المعروف باسم تييرنو مونينيمبو، روائي وقاص فرانكوفوني غيني ولد في غينيا سنة 1947 وعاش في كل من السنغال والجزائر والمغرب، ثم استقر أخيراً في فرنسا منذ عام 1973. حصل على جائزة رينودو الأدبية الفرنسية سنة 2008 عن روايته «ملك الكاهيل». كتب رواية «اليتيم الأكبر» عن أحداث التطهير العرقي التي جرت في رواندا بين قبيلتي الهوتو والتوتسي سنة 1994، وتولت جامعة نبراسكا الأمريكية ترجمة هذه الرواية التي تعد أنجح ما ترجم له إلى الإنجليزية.

## روابط خارجية
- تييرنو مونينيمبو على موقع ألو سيني (الفرنسية)